# Adenopterus agrammus
Adenopterus agrammus är en insektsart som beskrevs av Desutter-grandcolas 1997. Adenopterus agrammus ingår i släktet Adenopterus och familjen syrsor. Inga underarter finns listade i Catalogue of Life.